# Cầu diệp không chân
Cầu diệp không chân hay lan lọng củ lép (danh pháp hai phần: Bulbophyllum apodum) là một loài phong lan thuộc chi Bulbophyllum.